# Valentin Zamotaikin
Valentin Zamotaikin (en ruso: Валентин Замотайкин; 27 de diciembre de 1939-7 de octubre de 1987) fue un deportista soviético que compitió en vela en la clase Soling. Ganó una medalla de plata en el Campeonato Europeo de Soling de 1971.

## Palmarés internacional
| Campeonato Europeo | Campeonato Europeo | Campeonato Europeo | Campeonato Europeo |
| Año                | Lugar              | Medalla            | Clase              |
| ------------------ | ------------------ | ------------------ | ------------------ |
| 1971               | Travemünde (RFA)   | Medalla de plata   | Soling             |